# Кузьменко-Волошина Валентина Федорівна
Кузьменко-Волошина Валентина Федорівна (нар. 8 серпня 1944) — письменниця, майстриня декоративного розпису. Член Національної спілки письменників України (1977). Заслужена майстриня народної творчості (2011).

## Життєпис
Валентина Кузьменко-Волошина народилася 8 серпня 1944 року в с. Моринці Звенигородського району Київської, нині Черкаської області. Писати вірші майбутня поетеса почала, навчаючись у школі. Закінчила музичну школу у Звенигородці. У 1960 році родина переїздить до Черкас. Навчалася в  Черкаській загальноосвітній школі № 5. Валентина відвідувала літературну студію імені Василя Симоненка. В 1981 році закінчила Вищі літературні курси при Літературному інституті імені О. М. Горького у Москві. Працювала у Черкасах: художницею заводу будівельних матеріалів (1973—1975рр); від 1981 — учителем; 1998—2001 — майстром виробничого навчання ПТУ № 20. На творчій роботі.

## Творчість
У творчості наявні народні мотиви, осмислення проблем буття, боротьба добра і зла, милування природою.

Брала участь в багатьох мистецьких виставках з 1970 року. Перша персональна виставка декоративного розпису відбулася у виставковій залі обласної організації Спілки художників України у 1970 році. Персональні виставки відбувалися у Черкасах, Києві, Каневі, Ленінграді (нині Санкт-Петербург), Москві, Сумах, Запоріжжі. Кращі її роботи знаходяться в багатьох музеях України та приватних колекціях. 

Для розписів використовує гуаш, акварель, акрил. Вчителем був Муха Макар Корнійович. 

В 1977 році виходить перша поетична збірка В. Кузьменко, яка отримала ту ж назву, що й перша мистецька виставка — «Квітка любові». Збірка була визнана кращою книжкою року.

В 1977 році Валентина Федорівна стала членом Спілки письменників України.

Валентина Кузьменко власноруч виконувала художнє оформлення своїх збірок. У 1981 році виходить друга книжка поетеси «Колискова для матері», а в 1987 — третя «Моринські барвінки». Майже через 30 років (2008 р.) вийшла «відроджена» «Квітка любові». Деякі вірші поетеси перекладено російською, киргизькою, башкирською, англійською мовами. Низку її поезій поклав на музику композитор А. Ковбаса. У журналі «Холодний Яр» публікує оповідання і новели (від 1991), повість «Розімкнуте коло» (від 2011). Окремі прозові твори вміщено у двотомнику «Письменники Черкащини» (Чк., 2007). Оформила збірку віршів «Над колискою долі» Г. Сірої (1982).

Свою любов до краси вона приживила доньці Наталії [Архівовано 20 квітня 2021 у Wayback Machine.] — нині вже майстрові народної іграшки.

Збірки
- 1977 — «Квітка любові»;
- 1981 — «Колискова для матері»;
- 1987 — «Моринські барвінки»;
- 2008 — "Квітка любові : відроджена";
- 2013 — «Етнографіті»

Образотворчі роботи
- «Ти знаєш, що ти – людина…» ; «Віночок народних пісень» ; Червневі роси ; Біля рідних джерел ; Вічна весна ; «Зоре моя вечірняя…» ; Тиша : [репродукції] / В. Ф. Волошина // Жива традиція : майстри народного мистецтва Черкащини. – Черкаси, 2009. – С. 92–95.
- Чорнобривці ; Моринські барвінки ; Ой летіли дикі гуси ; Син народився [репродукції] / В. Ф. Кузьменко // Рад. жінка. – 1985. – № 6. – вклад. між с. 16–17.
- Декоративні розписи : БАМ ; Російський наспів ; Легенда (Пам’яті Гагаріна) ; Холодноярська легенда ; Сонце заходить, гори чорніють ; Чи зустрінемось? / В. Ф. Кузьменко // Україна. – 1981. – № 49. – вклад. між с. 12–13.
- Дружба ; Перший день літа ; Ранок ; Мить ; Пам’яті космонавтів [репродукції] / В. Ф. Кузьменко // Ранок. – 1977. – № 3. – вклад. між с. 12–13 ; 4-а с. обкл.
- Барвистий дивоцвіт Валентини Кузьменко : Сонце на калині ; Мить ; Серце Данко ; Молода калина ; Голос літа [репродукції] / В. Ф. Кузьменко // Дніпро. – 1976. – № 3. – 1-а с. обкл. ; вклад. між с. 64–65.
- Валентина Кузьменко : (каталог виставки) / В. Ф. Кузьменко. – Черкаси : Черкас. обл. управління у справах видавництв, поліграфії і кн. торгівлі, 1974. – 16 с.

## Нагороди
Валентина Федорівна Кузьменко має низку премій і нагород.
- 1991 — Член НСМНМУ
- 2009 — лауреат премії імені Василя Симоненка
- 2011 — Заслужений майстер народної творчості